# Longicyatholaimus maldivarum
Longicyatholaimus maldivarum is een rondwormensoort uit de familie van de Cyatholaimidae.